# La vera storia di Lynn Stuart
La vera storia di Lynn Stuart (The True Story of Lynn Stuart) è un film del 1958 diretto da Lewis Seiler. La sceneggiatura si basa su alcuni articoli giornalistici di Pat Michaels.

## Trama
Quando il giovane nipote resta ucciso in un incidente mentre guidava sotto l'effetto della droga, una zia (sposata con un figlio piccolo), convince un tenente a farsi mettere sotto copertura con il nome di Lynn Stuart. Lavorando in una tavola calda, dove molti malavitosi si incontrano, attira l'attenzione di uno spacciatore di medio livello e proprio quando pensa di lasciare perché preoccupata per il figlio, questi la porta con sé in Messico dove dovrebbe avvenire un grosso affare.

## Produzione
Il film, con i titoli di lavorazione The Other Life of Lynn Stuart e The Grasshopper, fu girato dal 12 al 27 agosto 1957.

## Distribuzione
Distribuito dalla Columbia Pictures, il film uscì nelle sale cinematografiche statunitensi il 3 marzo 1958.